# Haestasaurus
Haestasaurus là một chi khủng long, được Upchurch Mannion & Taylor mô tả khoa học năm 2015.